# Liatongus incurvicornis
Liatongus incurvicornis là một loài bọ cánh cứng trong họ Bọ hung (Scarabaeidae).